# Ilse Benkö
Ilse Benkö (* 7. April 1961) ist eine österreichische Politikerin (FPÖ). Von 2000 bis September 2023 war sie Abgeordnete zum  Burgenländischen Landtag und von Juli 2015 bis Februar 2020 dessen dritte Präsidentin.

## Leben
Benkö besuchte die Volks- und Hauptschule und absolvierte im Anschluss eine Höhere Lehranstalt für wirtschaftliche Frauenberufe. Benkö ist seit 6. Juli 2000 Mitglied des Landtags und in der XIX. Legislaturperiode Mitglied des Ausschusses für europäische Integration und grenzüberschreitende Zusammenarbeit. Sie ist zudem FPÖ-Bereichssprecherin für die Themen Soziales, Jugend, Sport und Frauen, Justiz, Schulen und Volksgruppen. Benkö war in der Stadt Oberwart Gemeinderätin und Stadträtin und ist seit 2004 Bezirksparteiobfrau der FPÖ im Bezirk Oberwart.
Benkö war von 2005 bis 2008 Präsidentin des Burgenländischen Basketballverbands und spielte bei Güssing, Oberwart und Wien sowie in der Nationalauswahl. Sie war die erste Frau in Österreich, die einen Landesverband führt. 2015 wurde sie dritte Präsidentin des Burgenländischen Landtages.
Nach den Gemeinderatswahlen im Burgenland 2017 trat Benkö als Stadträtin in Oberwart zurück und legte ihr Mandat im Gemeinderat zurück, Christian Benedek folgte ihr als FPÖ-Stadtrat nach.
Nach der Landtagswahl 2020 folgte ihr mit 17. Februar 2020 Kurt Maczek als Dritter Landtagspräsident nach. Im Juni 2023 wurde ihr Ausscheiden aus dem Landtag bekannt, ihr Mandat übernahm im September 2023 Markus Wiesler.